# Hydraecia intermedia
Hydraecia intermedia är en fjärilsart som beskrevs av Barnes och Benjamin 1924. Hydraecia intermedia ingår i släktet Hydraecia och familjen nattflyn. Inga underarter finns listade i Catalogue of Life.